# بیکالاماخی
بیکالاماخی (به لاتین: Bikalamakhi) یک منطقهٔ مسکونی در روسیه است که در شهرستان آگولسکی واقع شده‌است.